# Amimitl
Az azték mitológiában Amimitl volt a tavak és a halászok istene. Miskoatl egyik megjelenési formája, az atlatl nevű dárda feltalálója. A Codex Florentino Amimitl-himnusza szerint a játék istene is, és a vízi csapdák és hálós halászat révén van egy hozzá igen hasonló istenség is, Opocstli, aki szintén Miskoatl egy megjelenési formája.